# Kathrien Plückhahn
Kathrien Plückhahn (* 14. September 1958 in Berlin) ist eine ehemalige deutsche Steuerfrau im Rudern. Ihr größter Erfolg war die Silbermedaille im Doppelvierer bei den Weltmeisterschaften 1978.

## Sportliche Karriere
Die 1,68 m große Kathrien Plückhahn hatte ein Wettkampfgewicht von unter 50 Kilogramm. Die Steuerfrau vom Frauen-Ruder-Club Wannsee gewann 1977 ihren ersten deutschen Meistertitel im Doppelvierer. Bei den Weltmeisterschaften 1978 auf dem Lake Karapiro in Neuseeland belegten Anne Dickmann, Veronika Walterfang, Petra Finke, Sabine Reuter und Kathrien Plückhahn den zweiten Platz mit 1,42 Sekunden Rückstand auf die Bulgarinnen. Im Jahr darauf ruderte bei den Weltmeisterschaften 1979 Karin Belzer für Dickmann. Die Crew belegte in dieser Besetzung nur den neunten Platz. 1980 verpassten die Ruderinnen aus der Bundesrepublik Deutschland die Teilnahme an der olympischen Ruderregatta wegen des Olympiaboykotts.
1981 steuerte Kathrien Plückhahn nicht den Doppelvierer, sondern den Vierer mit Steuerfrau. Zusammen mit Karola Brandt, Christel Lutter, Ellen Becker, Iris Völkner belegte sie bei den Weltmeisterschaften 1981 den fünften Platz, nachdem die Bulgarinnen disqualifiziert worden waren. 1984 nahm Kathrien Plückhahn mit dem Doppelvierer an den Olympischen Spielen in Los Angeles teil. Anne Dickmann, Regina Kleine-Kuhlmann, Ute Kumitz, Sabine Reuter und Kathrien Plückhahn belegten in ihrem Vorlauf den letzten Platz, qualifizierten sich aber als Zweite des Hoffnungslaufs für das Finale. Im Endlauf belegten sie den vierten Platz mit 0,79 Sekunden Rückstand auf die drittplatzierten Däninnen.

## Deutsche Meisterschaften
Kathrien Plückhahn gewann insgesamt sieben deutsche Meistertitel im Doppelvierer, der bis 1984 mit Steuerfrau ausgetragen wurde.
- 1977 in der Besetzung Karola Brandt, Gabriela Toader, Brigitte Bandura, Marga Trapp und Kathrien Plückhahn
- 1978 in der Besetzung Anne Dickmann, Veronika Walterfang, Petra Finke, Sabine Reuter und Kathrien Plückhahn
- 1979 in der Besetzung Anne Dickmann, Veronika Walterfang, Petra Finke, Sabine Reuter und Kathrien Plückhahn
- 1980 in der Besetzung Anne Dickmann, Veronika Walterfang, Petra Finke, Sabine Reuter und Kathrien Plückhahn
- 1982 in der Besetzung Ursula Brauch, Angelika Beblo, Regina Kleine-Kuhlmann, Ute Kumitz und Kathrien Plückhahn
- 1983 in der Besetzung Thea Gröll, Regina Kleine-Kuhlmann, Bärbel Reichmann, Sonja Petri und Kathrien Plückhahn
- 1984 in der Besetzung Anne Dickmann, Regina Kleine-Kuhlmann, Ursula Brauch, Ute Kumitz und Kathrien Plückhahn

Hinzu kamen drei Meistertitel im Vierer mit Steuerfrau.
- 1981 in der Besetzung Karola Brandt, Christel Lutter, Ellen Becker, Iris Völkner und Kathrien Plückhahn
- 1983 in der Besetzung Cerstin Petersmann, Ivika Rühling, Dorothea Cyss, Kerstin Rehders und Kathrien Plückhahn
- 1985 in der Besetzung Kerstin Rehders, Annette Wolter, Ellen Becker, Iris Völkner und Kathrien Plückhahn